# Motul (empresa)
Motul es un fabricante de lubricantes para motores de automóviles e industriales con sede en Aubervilliers, Francia.
Fundada en 1853 en Nueva York con el nombre de Swan & Finch, produce lubricantes de alta calidad. En 1971 produjo el primer aceite de motor totalmente sintético.